# كويفاس ديل فايي
بلدية كويفاس ديل فايي (بالإسبانية: Cuevas del Valle) هي بلدية تقع في مقاطعة آبلة التابعة لمنطقة قشتالة وليون وسط إسبانيا.

## الديموغرافيا
يبلغ عدد سكان بلدية كويفاس ديل فايي 538 نسمة عام 2011 (وفقاً للمعهد الوطني للإحصاء الإسباني).
| 662 | 663 | 632 | 565 | 559 | 535 | 538 |